# Cahal Pech

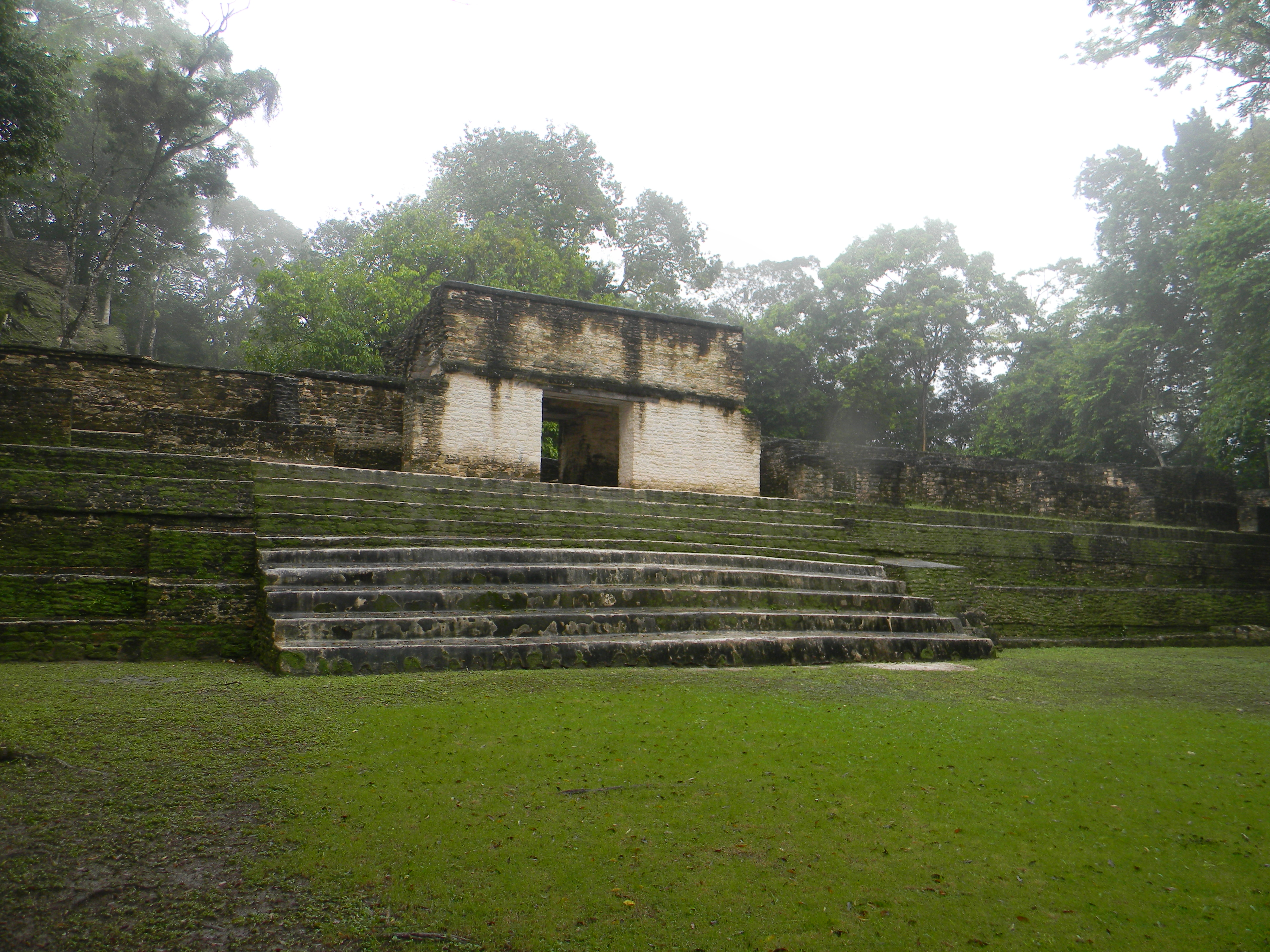
Die sogenannte Audiencia von Cahal Pech, Zugang zum königlichen Palast und öffentlicher Auftrittsort

Cahal Pech ist eine ehemalige Siedlung der Maya-Kultur, gelegen auf einem Hügel im Süden San Ignacios in Belize. Der Ort war von ca. 1100 v. u. Z. bis ca. 900 bewohnt und war seit der Präklassik eine Mayasiedlung von mittlerer Größe und ein regionales Zentrum im Upper Belize River Valley. Fruchtbare Böden bildeten die Grundlage seiner Agrarwirtschaft und durch seine strategisch günstige Lage nah des Zusammenflusses von Mopan und Macal zum Belize River war es angebunden an weitreichende Handelsnetze.
Seit der Prä-Klassik war Cahal Pech ein Königtum. Sein Zentrum, die Akropolis, umfasst heute dicht gebaut über 30 Bauten an acht sogenannten Plazas, darunter den königlichen Palast, mehrere Pyramiden, elitäre Wohngebäude sowie Bauten für rituelle Zwecke. Um dieses Zentrum breitete sich über mehrere Quadratkilometer eine umfangreiche Siedlung mit zahlreichen kleineren Fundstätten aus.
Anders als an anderen Orten der Maya-Zivilisation sind in Cahal Pech keine Inschriften erhalten, die über die Geschichte des Ortes unterrichten. Obwohl durch seine Lage in der Stadt zuvor bekannt, begann seine wissenschaftliche Wiederentdeckung erst 1951, gefolgt von vereinzelten Grabungen in den folgenden Jahrzehnten. Seit 1988 laufen kontinuierliche und koordinierte Ausgrabungen unter der Leitung des belizischen Archäologen Jaime Awe. 2020 galten 80 % der Akropolis als ausgegraben und rekonstruiert. Cahal Pech ist heute eine Sehenswürdigkeit der Stadt, seine noch wenig erforschte Peripherie wird aber durch die rasch wachsende Stadt überbaut und zerstört.

#### Prä-Klassik: Cunil-Phase (1200 – 900 v. u. Z.)

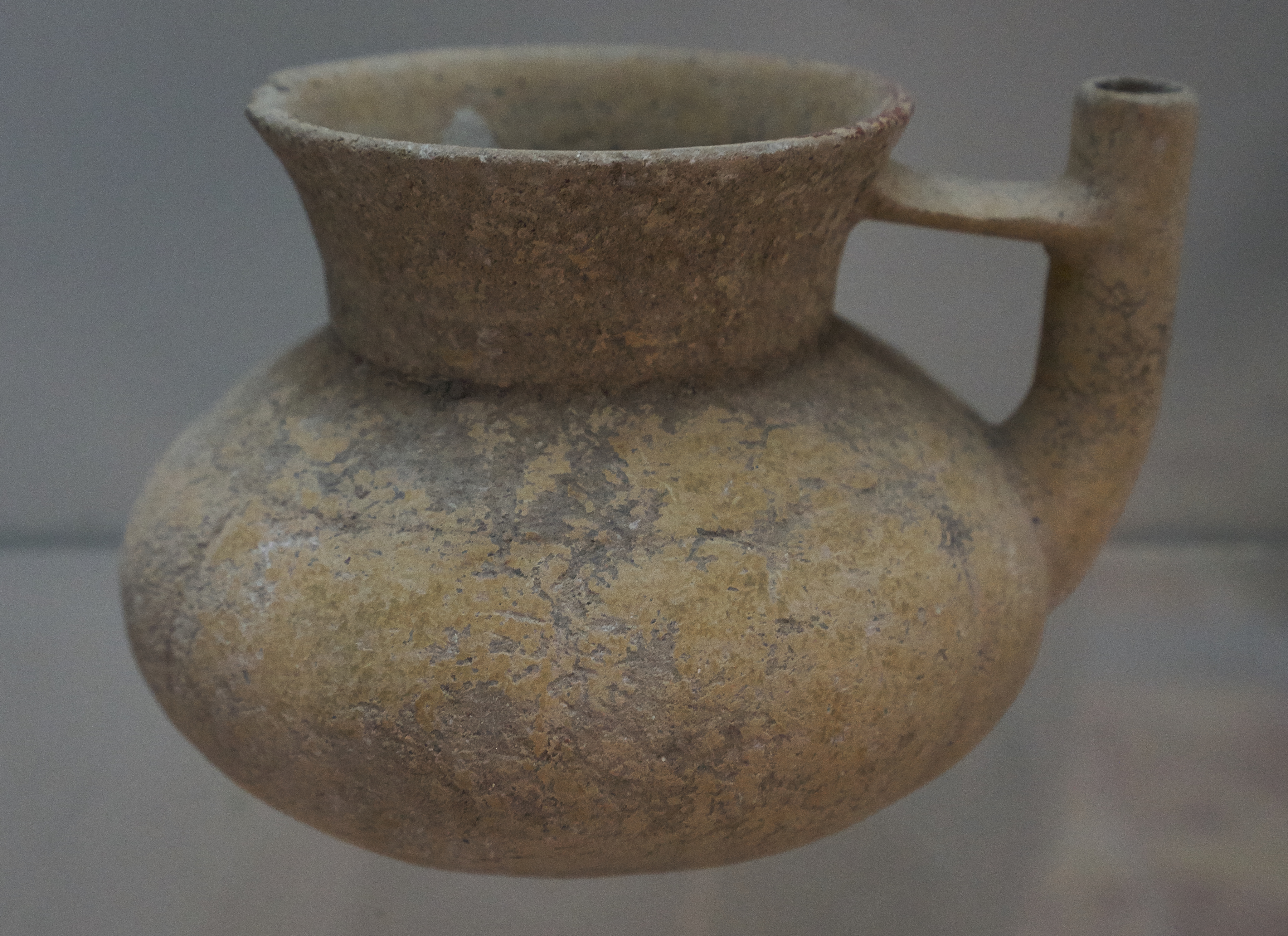
Schokoladengefäß aus Cahal Pech, Cunil-Phase zwischen 1000 und 800 v. u. Z.

#### Prä-Klassik: Kanluk-Phase (900 – 300 v. u. Z.)

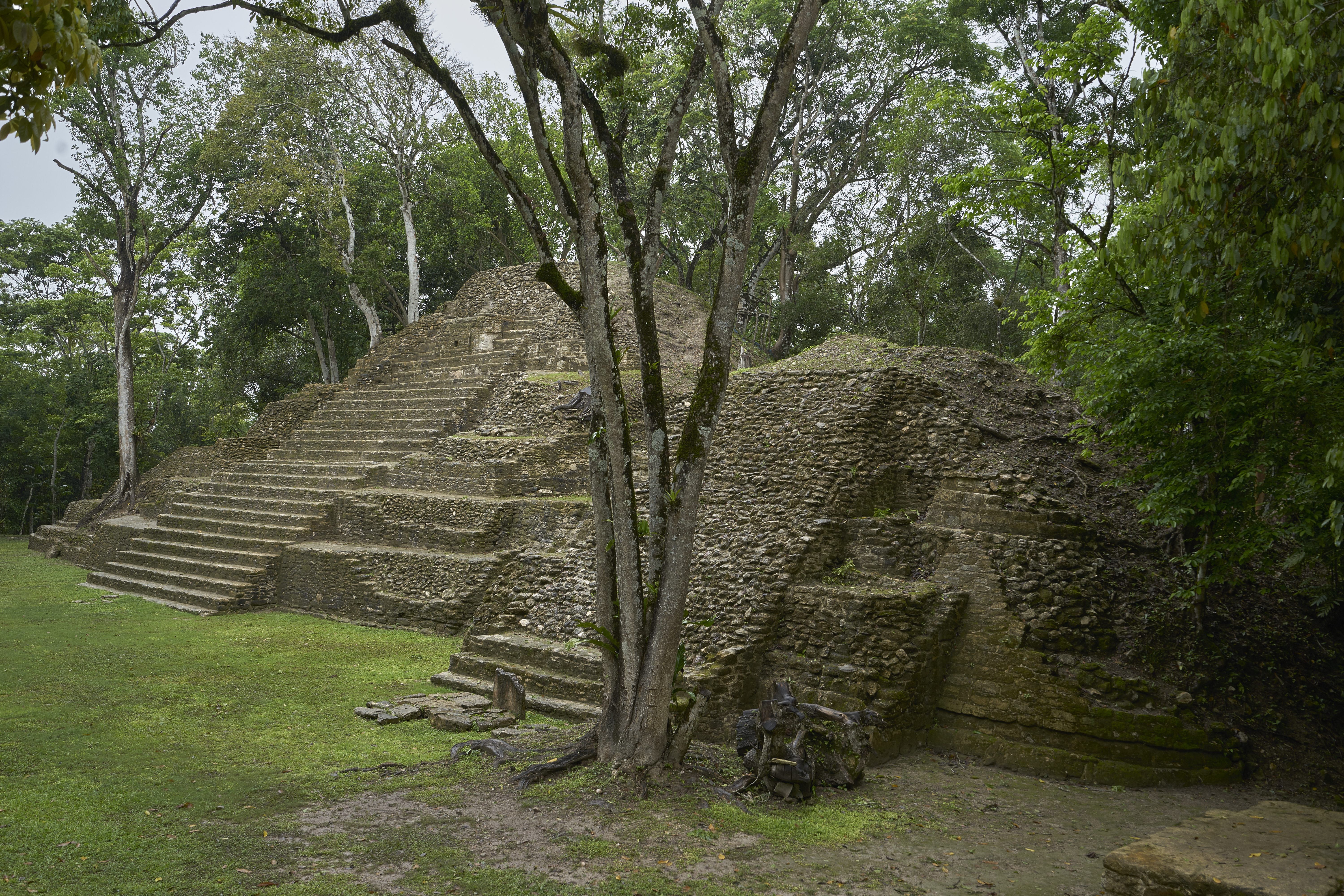
Die östliche Triadengruppe, ehemals Teil der E-Gruppe an Plaza B, vorne rechts Struktur B3.

#### Frühe Klassik: Hermitage-Phase (300–600)

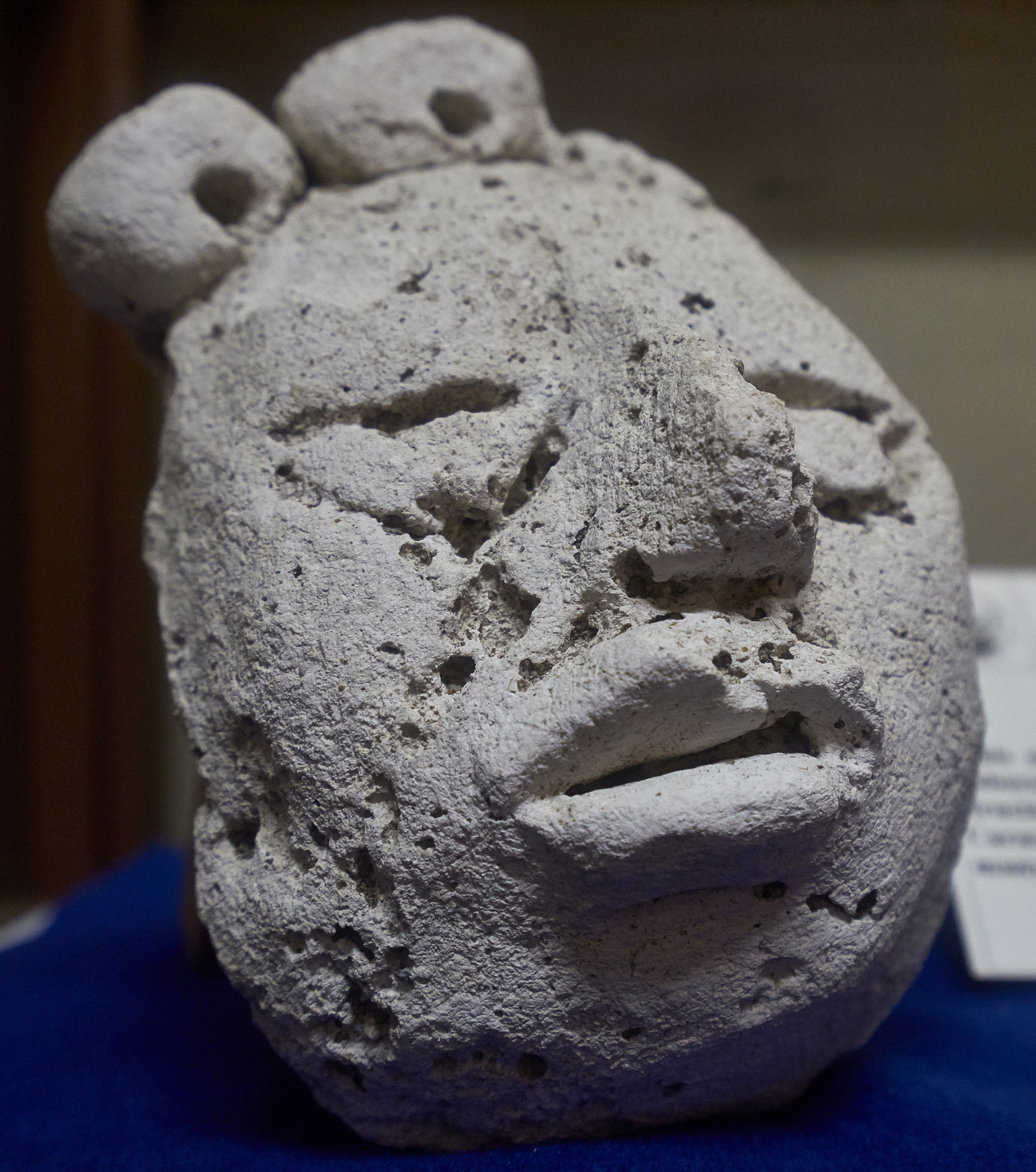
Stuckfigur der Spanish-Lookout-Phase aus Cahal Pech, zwischen 700 und 850

### Akropolis

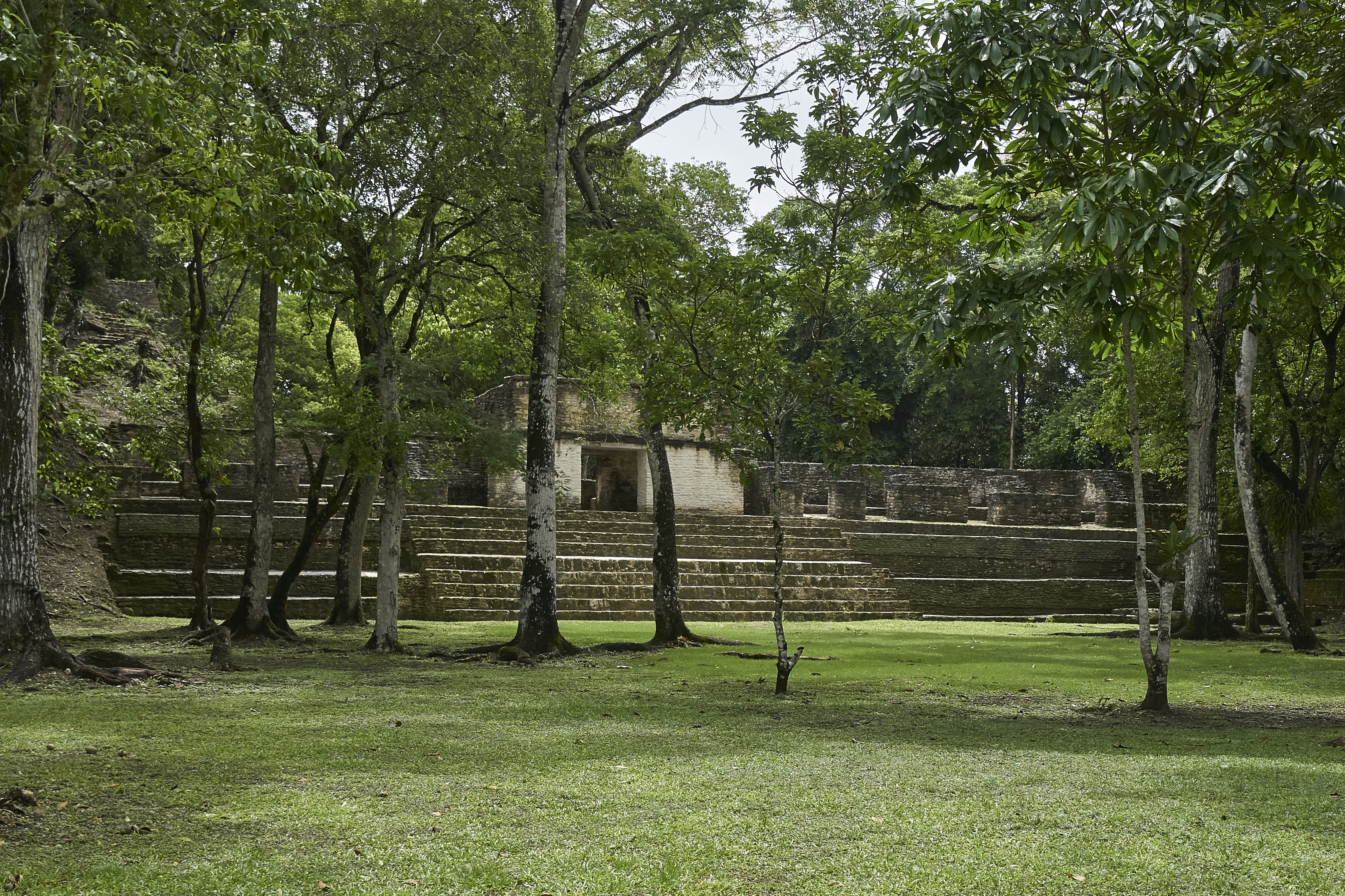
Der Zugang von Plaza B zu den königlichen Plazas

##### Plaza H

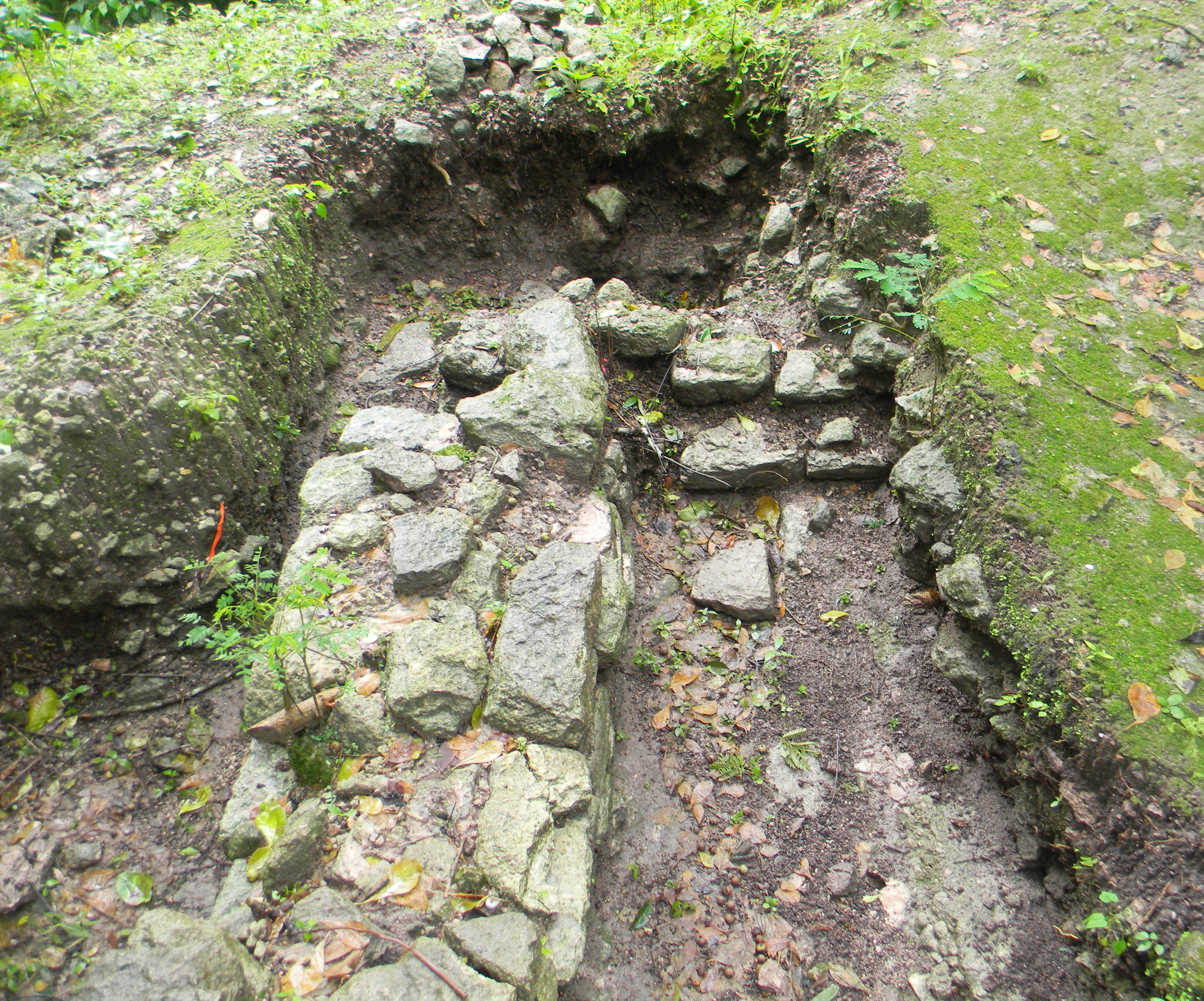
Freigelegte Grundmauern einer Struktur der Plaza H, 2013

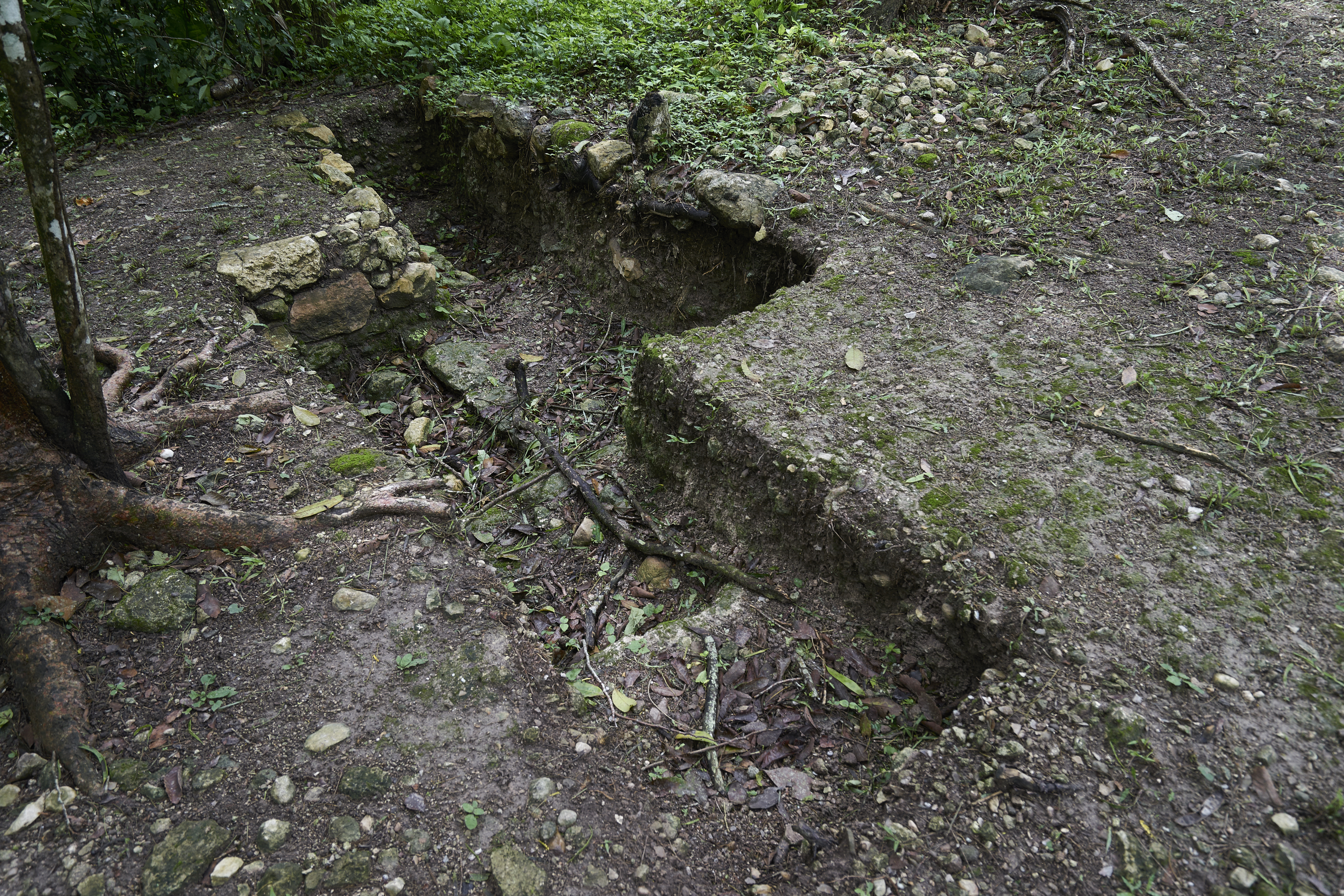
Ausgrabungen an der Plaza H, 2015 - links oben die Südostecke von H3, rechts oben die westliche Mauer von H1, beide aus der Terminalen Klassik. Am Boden Mauerwerk von H1 aus der Spätklassik.

##### Plaza F

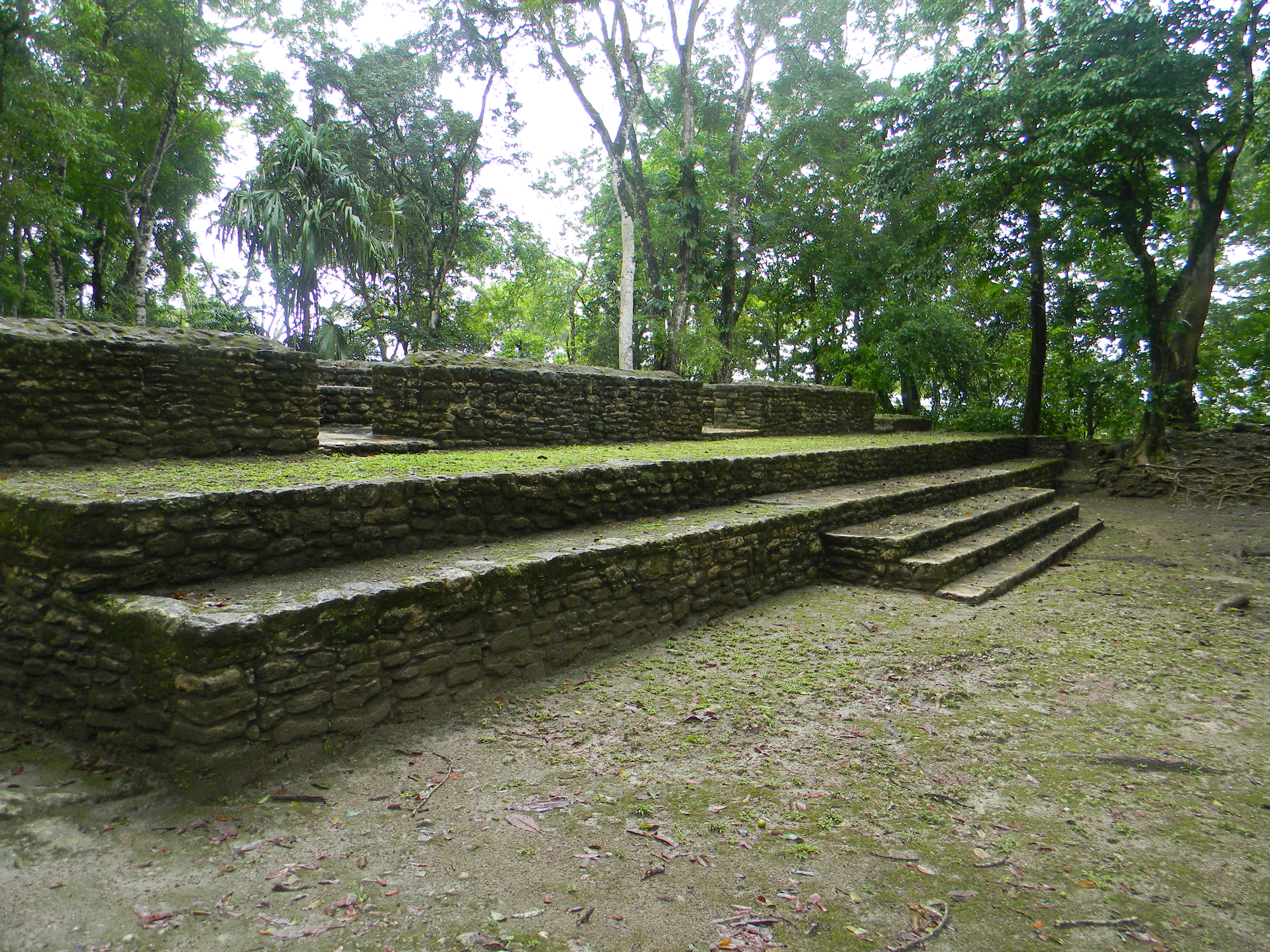
Die Struktur F2, links das nördliche Ende. Hinten rechts sichtbar der Übergang zur Struktur F1.

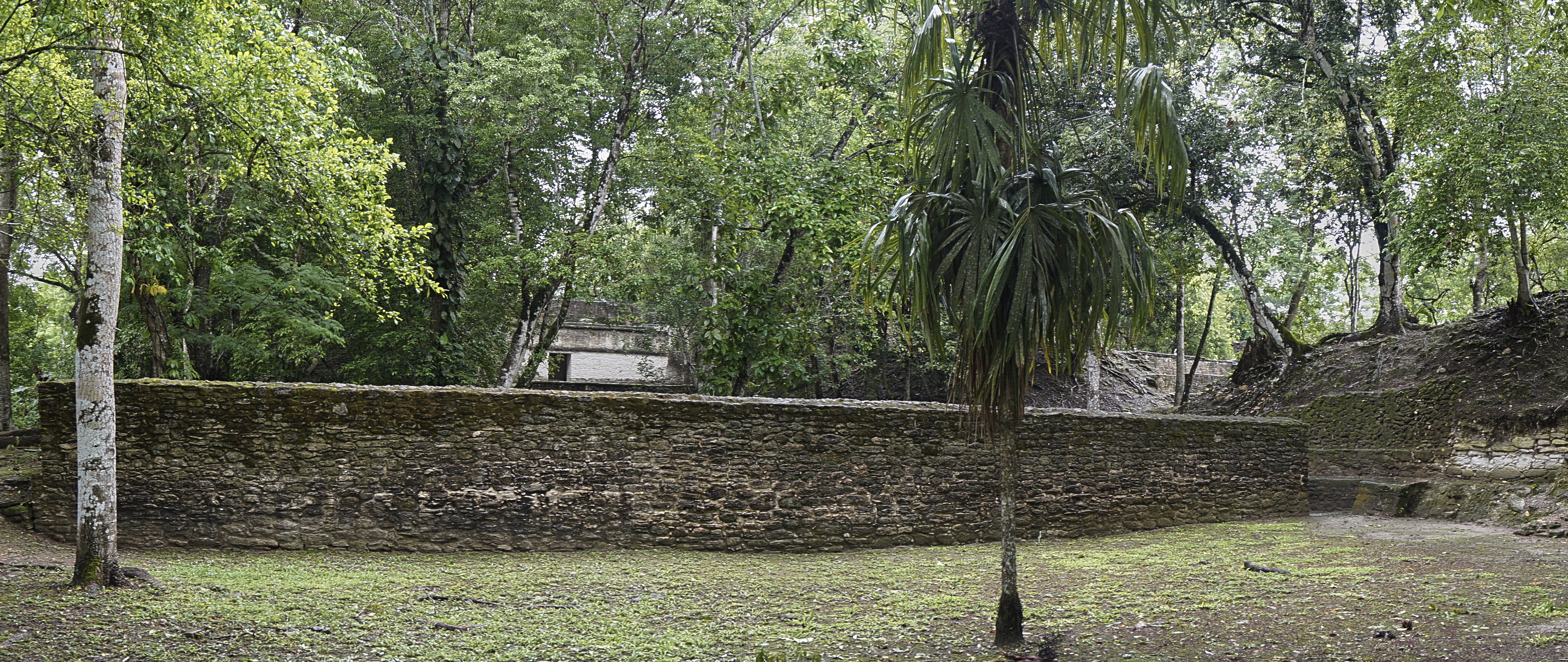
Die Rückseite von F2 gesehen von Plaza G, rechts der Durchgang zwischen den Plazas

##### Plaza G

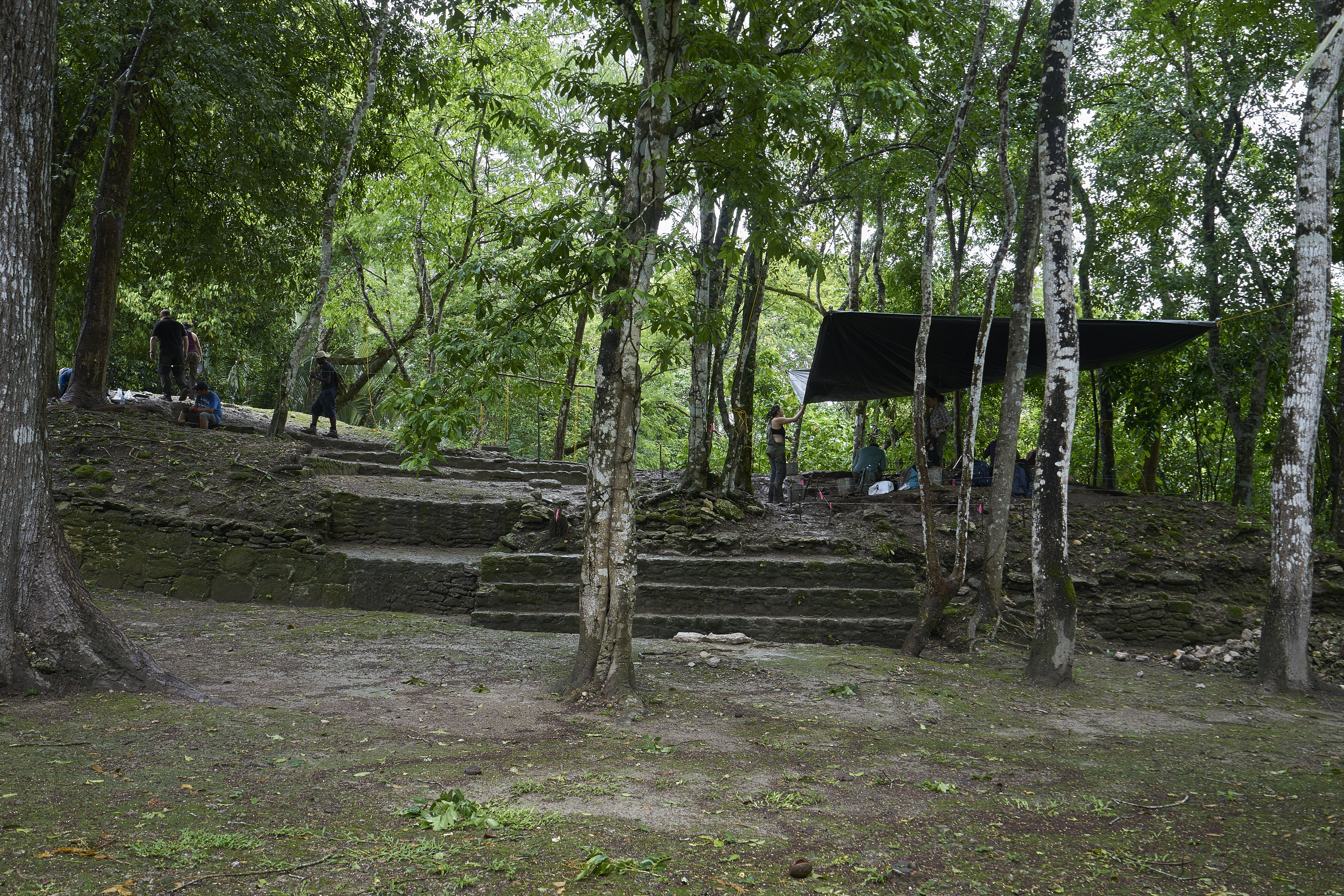
Struktur G2 von Plaza G aus während Ausgrabungen 2015